# Список керівників держав 677 року
Список керівників держав 677 року — це перелік правителів країн світу 677 року.
Список керівників держав 676 року — 677 рік — Список керівників держав 678 року — Список керівників держав за роками

## Європа
- Абазгія — Феодосій I (660—680)
- Айлех — Маел Дуїн мак Маеле Фіхріх (668—681)
- Айргіалла — Дунхад мак Ултан (637? — 677); Маел Фотартайг мак Маел Дуб (677? — 697)
- Королівство Східна Англія — Ельдвульф (664—713)
- Арморика — Гілкуал (658 — ?)
- Герцогство Баварія — Теодон I (630—680)
- Брихейніог об'єднаний з Діведом (655—720)
- Волзька Болгарія — Котраг (660—710)
- король вестготів — Вамба (672—688)
- Вессекс — Кентвін (676—685/686)
- Візантійська імперія — Костянтин IV (668—685)
  - Неаполітанське герцогство — Андрій I (673—677); Цезарій I (677—684)
  - Равеннський екзархат — Григорій II (666—678)
- Королівство Гвент — Ітел ап Морган (665—685)
- Гвікке — Осрік (675—679)
- Королівство Гвінед — Кадваладр ап Кадваллон (655—683)
- Дал Ріада — Маелдуйн (673—689)
- Дівед — Катен ап Гулідієн (670—690)
- Думнонія — Донарт ап Кулмін (661—700)
- Королівство Ессекс — Сігер (664—689)
- Іберійське князівство — Адарнасе II (650-684)
- Ірландія — верховний король Сехнассах мак Блахмайк (665—681)
- Королівство Кент — Глотгер (673—685)
- Король лангобардів — Перктаріт (671—688)
  - Герцогство Беневентське — Ромоальд I (662–677); Грімоальд II (677–680)
  - Сполетське герцогство — Тразімунд I (665—703)
  - Герцогство Фріульське — Вехтар (666—678)
- Ленстер — Фіаннамайл мак Меле Туйле (656—680)
- Маґонсете — Меревал (656—685)
- Мерсія — Етельред I (675—704)
- Морганнуг — Ітел ап Морган (665—685)
- Коннахт — Кен Фелад МакКоллген (668—682)
- Мунстер — Колгу мак Файбе Флайнд (665—678)
- Король піктів — Бруде III (672—693)
- Королівство Нортумбрія — Егфріт (670—685)
- Королівство Повіс — Белі ап Ейлуд (650—695)
- Королівство Сассекс — Еделвелх I (674—685)
- Стратклайд — Елвін (658—693)
- Улад — Фергус мак Едайн (674—692)
- Уснех — Діармайт Діан (653—689)
- Франкське королівство:
  - Австразія — Дагоберт II (676—679)
  - Нейстрія — Теодоріх III (675—691)
  - Герцогство Васконія — персональна унія з герцогством Аквітанія; Одо Великий (676/700 — 735)
- Фризьке королівство — Альдгісл (623—680)
- Хозарський каганат — Кабан (668—690)
- Швеція — Івар Широкі Обійми (650—695)
- Святий Престол — папа римський Домн (676—678)
- Вселенський патріарх — Костянтин I (675—677); Феодор I (677—679)

## Азія
- Близький Схід:
  - Праведний халіфат — Муавія I (661—680)
  - Вірменський емірат — до 686 невідомо
- Індія:
  - Брамінська династія — Чандар (671—679)
  - Західні Ганги — Бхувікарма (654—679)
  - Пізні Гупти — Адіт'ясена (655—680)
  - Камарупа — Віджая (670—725)
  - самраат Кашмірської держави Пратападітья (661—711)
  - Династія Майтрака — Сіладітія II (662—685)
  - Династія Паллавів — Парамешвараварман I (672—700)
  - Держава Пандья — Арікесарі Мараварман (670—710)
  - Раджарата — раджа Аггабодхі IV (673—689)
  - Чалук'я — Вікрамадітья I Сат'яшрая (654—678)
  - Східні Чалук'ї — Вішну-вардхан II (673—682)
- Індонезія:
  - Шривіджая — Джаянаша (671—702)
- Китай:
  - Династія Тан — Лі Чжи (649—683)
  - Тибетська імперія — Дудсрон (676—704)
- Наньчжао — Мен Лошен (674—712)
- Корея:
  - Сілла — ісагим (король) Мунму (661—681)
- Паган — король Пеіт Тонг (660—710)
- Персія:
  - Дабуїди — Дабуя (660—712)
- Середня Азія:
  - Західний тюркський каганат — Ашина Юанькін (667—692)
  - Бухархудати — Бідун (655/659—673/681)
- Ченла — Джаяварман I (657—681)
- Японія — Імператор Темму (673—686)

## Африка
- Аксумське царство — Дегна Мікаел (663—689)
- Африканський екзархат Візантійської імперії — до 698 невідомі
- Праведний халіфат — Муавія I (661—680)

## Північна Америка
- Мутульське царство — Нуун-Ухоль-Чаак (648—679)
- Баакульське царство — Пакаль (615—683)
- Бонампак — невідоме ім'я (до 658 — після 670)
- Караколь — К'ак'-Ухоль-К'ініч II (658—680)
- Шукуупське царство — К'ак'-Уті'-Віц'-К'авііль (628—695)
- Яшчилан — Яшун Б'алам III (628—681)